# Operace Pedestal
Operace Pedestal byla jednou z námořních operací druhé světové války ve Středozemním moři, při které došlo ke střetu mezi spojeneckými jednotkami a jednotkami Osy. Operace se uskutečnila mezi 9. a 15. srpnem 1942 a jejím cílem bylo dopravit konvoj z Gibraltaru na Maltu.

## Pozadí
Po neúspěšných konvojích na Maltu (operace Harpoon a Vigorous) bylo nutné vyslat na Maltu další konvoj, který by jednak přivezl potraviny pro obyvatele a jednak přivezl palivo a materiál umožňující z Malty provádět ofenzivní akce. Pro tuto operaci byl svaz H posílen loděmi z domácího loďstva. Konvoj 14 obchodních lodí vyplul 3. srpna z Clyde a 9. srpna dorazil do Gibraltaru.

## Britské síly
Velitel svazu H viceadmirál E. N. Syfret měl k dispozici tyto lodě.
- Krycí svaz byl složen z letadlových lodí HMS Eagle, HMS Victorious, HMS Indomitable, bitevních lodí HMS Rodney a HMS Nelson, křižníků HMS Phoebe, HMS Sirius, HMS Charybdis, HMS Nigeria, HMS Kenya, HMS Manchester, HMS Cairo a 24 torpédoborců.
- Přepravní svaz byl složen z letadlové lodě HMS Furious a 8 torpédoborců. Jeho úkolem bylo na Maltu přepravit 36 stíhaček Spitfire.
- Konvoj byl složen z obchodních lodí Almeria Lykes, Brisbane Star, Clan Ferguson, Deucalion, Dorset, Empire Hope, Glenorchy, Melbourne Star, Ohio (toho času největší tanker na světě), Port Chalmers, Rochester Castle, Santa Elisa, Waimarama, Wairangi.

## 11. srpna

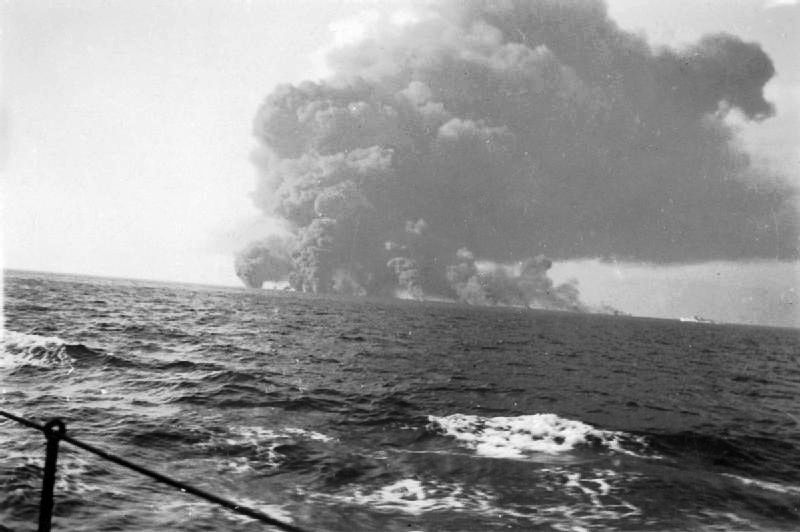
Loď SS Waimarama po bombardování exploduje

Už předešlého dne se Němci o konvoji dozvěděli a celý 11. srpen byl konvoj pozorován průzkumnými letadly.
V 13:00 odstartovaly převážené stíhačky Spitfire z letadlové lodě Furious a vydaly se na cestu k Maltě.
Po 13:00 potopila německá ponorka U-73 4 torpédy letadlovou loď Eagle. Zahynulo 260 mužů.
Večer se letadlová loď Furious, která měla už svůj úkol splněn, obrátila a se svojí eskortou zamířila zpět do Gibraltaru.
Ve 20:45 byl konvoj napaden náletem 36 německých letadel, ale žádná loď nebyla zasažena.

## 12. srpna

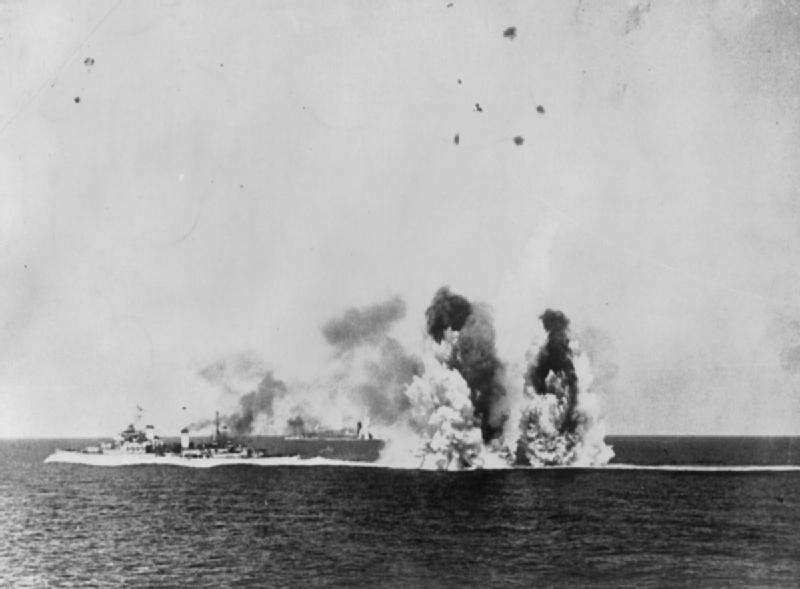
Letecký útok na křižník HMS Kenya, 12. srpen 1942

V jednu hodinu v noci torpédoborec HMS Wolverine taranoval a potopil italskou ponorku Dagabur. Přitom byl sám poškozen. V poledne na konvoj zaútočilo 60 německých a italských letadel ze základen na Sicílii, které poškodily loď Deucalion, která byla později potopena u Tuniského pobřeží. Zasažena byla také letadlová loď Victorious ale italská puma, která dopadla na její palubu nevybuchla.
Odpoledne torpédoborec HMS Inhuriel taranoval a potopil italskou ponorku Cobalto. Přitom byl sám poškozen.
V 18:35 začal nálet asi 100 letadel. Při náletu byla zasažena letadlová loď Victorious 3 pumami a torpédoborec HMS Foresight, který byl zasažen torpédem, musel být později potopen.
Po skončení náletu na kraji Sicilského průlivu svaz H obrátil zpět ke Gibraltaru a ochrana konvoje zůstala na skupině lodí, které velel kontradmirál H. M. Burrough a která se skládala z křižníků Nigeria, Kenya, Manchester, Cairo a 12 torpédoborců.
V 19:55 vypustila italská ponorka Axum 6 torpéd a zasáhla křižníky Nigeria a Cairo a tanker Ohio. Křižník Cairo musel být potopen, křižník Nigeria se musel s eskortou dvou torpédoborců vydat zpět do Gibraltaru a Ohio plula s konvojem dál.
Než utichl zmatek způsobený ponorkou Axum, začal nálet 20 Ju 88, které potopily lodě Empire Hope, Clan Ferguson a poškodily Brisbane Star.
V 21:05 ponorka Alagi torpédovala křižník Kenya, ale ten přes poškození mohl plout dál.

## 13. srpna

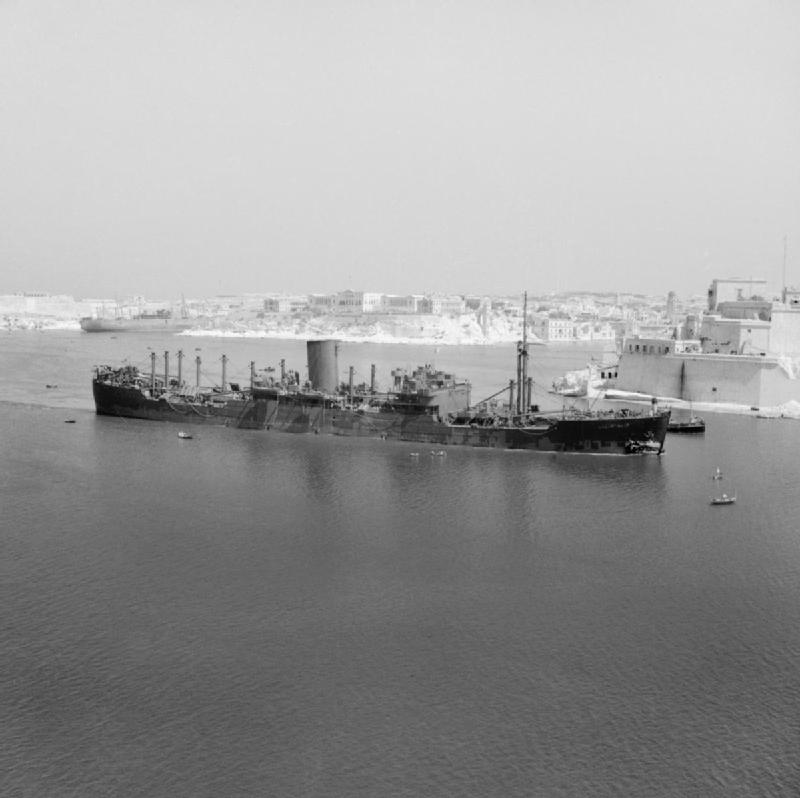
Obchodní loď MV Brisbane Star vplouvá do Grand Harbouru ve Valletě

V 0:45 začal útok německých a italských rychlých člunů, který trval celou dobu plavby podél Tuniského pobřeží. Během něho byl potopen křižník Manchester a obchodní lodě Glenorchy, Wairangi, Almeria Lykes a Santa Elisa. Navíc byla poškozena obchodní loď Rochester Castle.
Ráno německá letadla potopila loď Waimarama a znovu poškodila Ohio.
V 10:50 přiletěla další vlna, která zasáhla Dorset, Ohio a Rochester Castle.
V 16:00 Burrows zanechal u poškozených lodí dva torpédoborce a se zbytkem lodí obrátil směrem k Gibraltaru.
V 18:00 vpluly zbylé 3 lodě z konvoje Rochester Castle, Melbourne Star a Port Chalmers do přístavu v La Valettě.
V 19:00 potopily bombardéry nehybnou loď Dorset.

### 14. srpna
Brisbane Star doplula na Maltu s utrženou přídí po zásahu torpédem, ale přesto vyložila svůj náklad v přístavu. Nehybný tanker Ohio byl obklopen flotilou lodí, které se ho snažily dotáhnout do přístavu. Několik amerických dobrovolníku, trosečníků z potopené nákladní lodi Santa Eliza, obsluhovalo protiletadlové zbraně na tankeru během této fáze operace. Hmotnost tankeru způsobovala praskání tažných lan, zatímco dvacet bombardérů útočilo na spojenecké lodě. Ohio bylo znovu zasaženo, jeho kormidlo zničeno a na zádi vznikla díra. Nakonec se podařilo tanker, z každé strany podepřený torpédoborcem, táhnout k přístavu.

### 15. srpna
Tanker Ohio dorazil do Grand Harbouru v 9:30, tažený několika remorkéry a podporován dvěma torpédoborci. Byl přivítán jásajícími davy a kapelou, která zahrála Rule, Britannia!. Vzácné palivo z Ohia bylo okamžitě přečerpáno do dalších dvou tankerů. Bezprostředně po vyčerpání paliva Ohio dosedlo na dno přístavu.

## Závěr

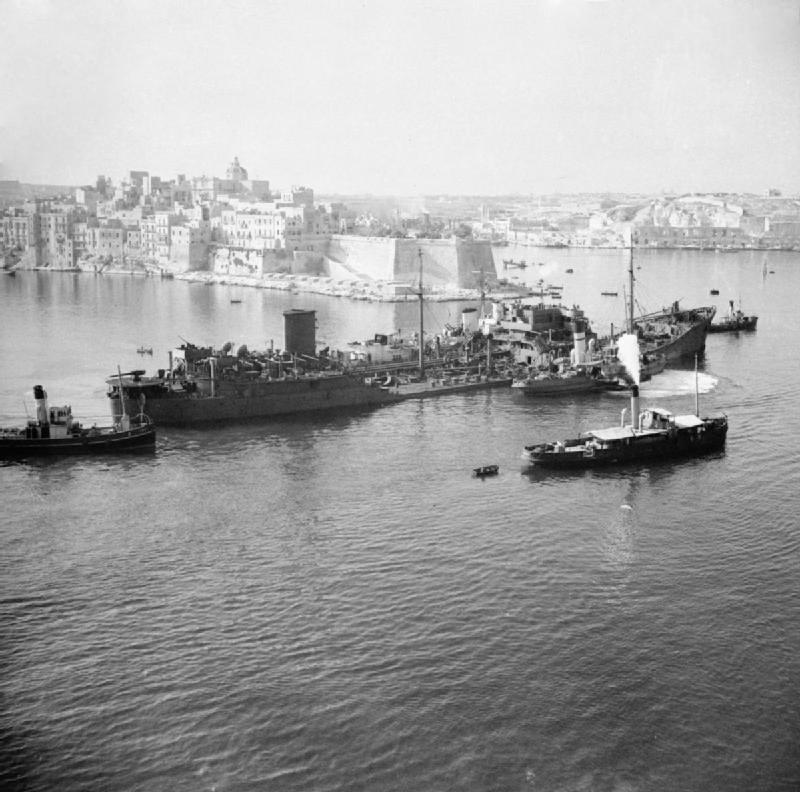
Těžce poškozený tanker SS Ohio na Maltě

Příjezd čtyř obchodních lodí a tankeru Ohio zajistil přežití ostrova, ale neznamenal konec obléhání. Hlavním výsledkem Operace Pedestal byla bezprostřední záchrana ostrova, který se nacházel v kritické situaci. Za vysokou cenu deseti zničených obchodních lodí, jedné letadlové lodi (Eagle), dvou křižníků (Manchester a Cairo), a jednoho torpédoborce (Foresight), Královské námořnictvo a Obchodní loďstvo zachránilo Maltu v poslední chvíli. Přibližně 32 000 tun nákladu a 15 000 tun paliva a olejů odvrátilo hrozbu vyhladovění a umožnilo obnovit ofenzivní operace z Malty.
Z taktického hlediska znamenala Operace Pedestal katastrofální porážku Spojenců, ale ze strategického hlediska šlo o velký úspěch. Dodávka materiálu výrazně posílila možnosti a morálku obránců ostrova. Malta ještě po několik měsíců závisela na dodávkách válečného materiálu, který byl dopravován rychlými minonoskami a ponorkami, ale palivo z tankeru Ohio umožnilo Spitfirům z Malty ochraňovat připlouvající lodě a tím zajistit další dodávky.
Letadla a ponorky operující z Malty potopily nemalou část lodí, které zásobovaly vojska Osy na severoafrickém bojišti. V září 1942 potopily spojenecké síly 100 000 tun materiálu určeného pro Rommelova vojska, včetně 24 000 tun kriticky nedostatkového paliva. To nakonec vedlo k celkové změně poměru sil, kdy síly Osy nemohly čelit stále silnějším Spojencům a z ofenzívy přešly do defenzívy.